# Aproximante labiodental
O aproximante labiodental é um tipo de som consonantal, usado em algumas línguas faladas. É semelhante a um w em inglês pronunciado com os dentes e lábios mantidos na posição usada para articular a letra V. O símbolo no Alfabeto Fonético Internacional que representa este som é ⟨ʋ⟩, e o símbolo X-SAMPA equivalente é v\. Com um diacrítico avançado, ⟨ʋ̟⟩, esta letra também indica um aproximante bilabial, embora o diacrítico seja frequentemente omitido porque nenhum contraste é provável.
O aproximante labiodental é a realização típica de /v/ nas variedades indianas e sul-africanas do inglês. Como o /f/ surdo também é percebido como um aproximante ([ʋ̥]), é também um exemplo de uma linguagem contrastando aproximações labiodentais surdas e expressas.

## Características
- Sua forma de articulação é aproximada, o que significa que é produzida pelo estreitamento do trato vocal no local da articulação, mas não o suficiente para produzir uma corrente de ar turbulenta.[4]
- Seu ponto de articulação é labiodental, ou seja, está articulado com o lábio inferior e os dentes superiores.[4]
- Sua fonação é expressa, o que significa que as cordas vocais vibram durante a articulação.[4]
- É uma consoante oral, o que significa que o ar só pode escapar pela boca.[1][4]
- Como o som não é produzido com fluxo de ar sobre a língua, a dicotomia central-lateral não se aplica.[4]
- O mecanismo da corrente de ar é pulmonar, o que significa que é articulado empurrando o ar apenas com os pulmões e o diafragma, como na maioria dos sons.[3][4]

## Ocorrência
| Língua              | Língua              | Palavra         | AFI          | Significado    | Notas |
| ------------------- | ------------------- | --------------- | ------------ | -------------- | --- |
| Armênio             | Oriental            | ոսկի            | [ʋɔskʼi]     | Ouro           | |
| Assírio neoaramaico | Assírio neoaramaico | hawa            | [haːʋa]      | Vento          | Predominante nos dialetos de Urmia. Para alguns falantes: [v] é usado. Corresponde a [w] em outras variedades. |
| Catalão             | Balear              | treballava      | [t̪ɾəbəˈʎ̟aʋə] | Trabalhava     | Alofone de /v/. |
| Catalão             | Valenciano          | treballava      | [t̪ɾe̠bäˈʎ̟aʋä] | Trabalhava     | Alofone de /v/. |
| Chinês              | Mandarim            | 为 / wèi        | [ʋêi]        | Para           | Prevalente em dialetos do norte. Corresponde a /w/ em outras variedades. |
| Tchuvache           | Tchuvache           | аван            | [aʋ'an]      | Bem, bom.      | Corresponde a /w/ em outras variedades. |
| Dinamarquês         | Padrão              | véd             | [ʋe̝ːˀð̠˕ˠ]    | Conhecimento   | Também descrito como uma pequena plosiva [b̪̆]; raramente percebido como uma fricativa [v] no lugar. |
| Holandês            | Padrão              | wang            | [ʋɑŋ]        | Buchecha       | Em dialetos do sul da Holanda percebidos como bilabiais [β̞]. |
| Inglês              | Indiano             | vine            | [ʋaɪn]       | Videira        | Corresponde a um fricativo [v] em outros sotaques. |
| Inglês              | Alguns falantes     | red             | [ʋe̞d̥]        | Vermelho       | Principalmente idiossincrático, mas um tanto dialetal (especialmente em Londres e no sudeste inglês). |
| Feroês              | Feroês              | røða            | [ˈɹøːʋa]     | Fala           | Alofone inicial de palavra e intervocálico de /v/. No primeiro caso, é uma variação livre com uma fricativa[v]. |
| Finlandês           | Finlandês           | vauva           | [ˈʋɑu̯ʋɑ]     | Bebê           | |
| Alemão              | Padrão              | was             | [ʋas]        | O que          | Alofone pós-consonantal de /v/ para a maioria dos alto-falantes. Também usada palavra inicialmente por alguns, especialmente no sul. |
| Alemão              | Suíço               | was             | [ʋas]        | O que          | Corresponde a /v/ no alemão padrão. |
| Guarani             | Guarani             | avañe'ẽ         | [ʔãʋ̃ãɲẽˈʔẽ]  | Língua guarani | Contrasta com /w/ e /ɰ/ |
| Havaiano            | Havaiano            | wikiwiki        | [ʋikiʋiki]   | Rápido         | Pode ser realizado também como [w] ou [v]. |
| Hindi               | Hindi               | वरुण             | [ʋəruɳ]      | Varuna         | |
| Italiano            | Alguns falantes     | raro            | [ˈʋäːʋo]     | Raro           | Alternativa de rendição à vibrante múltipla alveolar do italiano padrão [r], devido a defeitos ortoépicos individuais e/ou variações regionais que tornam o som alternativo mais prevalente, notavelmente em Alto Adige (na fronteira com a Áustria de língua alemã), Val d'Aosta (na fronteira com França) e em partes da província de Parma, mais marcadamente em torno de Fidenza. Outros sons alternativos podem ser uma vibrante múltipla [ʀ] ou um fricativo [ʁ]. |
| Lituano             | Lituano             | vanduo          | [ʋɐn̪d̪uə]     | Água           | |
| Marata              | Marata              | वजन             | [ʋə(d)zən]   | Peso           | |
| Miyako              | Miyako              | [ʋ̩tɑ]           | [ʋ̩tɑ]        | Grosso         | Pode ser silábico. |
| Norueguês           | Urbano oriental     | venn            | [ʋe̞nː]       | Amigo          | Às vezes realizado como [v]. |
| Nsenga              | Nsenga              | ŵanthu          | [ʋaⁿtʰu]     | Povo           | |
| Panjábi             | Panjábi             | ਵਾਲ              | [ʋäːl]       | Cabelo         | |
| Russo               | Russo               | волосы          | [ˈʋʷo̞ɫ̪əs̪ɨ̞]   | Cabelo         | Realização de /v/; contrasta com forma palatalizada. |
| Servo-Croata        | Servo-Croata        | цврчак / cvrčak | [t͡sʋř̩ːt͡ʃak]  | Grilo          | Pode ser realizado como [v], dependendo do dialeto. |
| Shona               | Shona               | vanhu           | [ʋan̤u]       | Povo           | Contrasta com /v/ e /w/. |
| Eslovaco            | Eslovaco            | voda            | [ˈʋo̞dä]ⓘ     | Água           | Realização comum /v/. |
| Esloveno            | Esloveno            | veter           | [ˈʋéːtər]    | Vento          | Também descrito como [v]. |
| Sueco               | Sueco               | vän             | [ʋɛːn]       | Amigo          | Alguns falantes. |
| Espanhol            | Chileno             | hablar          | [äˈʋläɾ]     | Falar          | Alofone de /b/. |
| Tâmil               | Tâmil               | வாய்              | [ʋɑj]        | Boca           | |
| Ucraniano           | Ucraniano           | він             | [ʋin]        | Ele            | Possível realização pré-local de /w/, mais comumente antes de /i/. |
| Frísio ocidental    | Frísio ocidental    | wêr             | [ʋɛːr]       | Onde           | |